# Anna (película de 2019)
Anna (estilizada como ANИA) es una película francoestadounidense de suspenso y acción escrita, producida y dirigida por Luc Besson. La película es protagonizada por Sasha Luss como Anna. Luke Evans, Cillian Murphy, Helen Mirren y Alexander Petrov también integran el elenco. 
La película fue estrenada en cines en Estados Unidos el 21 de junio de 2019 por Summit Entertainment y el 10 de julio de 2019 por Pathé en Francia. Recibió críticas mixtas de los críticos y recaudó $30 millones de dólares en todo el mundo.

## Argumento
Anna, una joven belleza rusa que ha sido víctima de abuso doméstico, hará cualquier cosa para escapar de la vida en la que está atrapada. En un giro del destino, acepta de mala gana una oferta del oficial Alex de la KGB. Después de un año de entrenamiento, debe trabajar como asesina de la KGB durante cinco años bajo una guía llamada Olga, después de lo cual podrá continuar con su vida como le plazca. El jefe de la KGB, Vassiliev, no está dispuesto a cumplir este acuerdo, lo que implica que la única forma de salir de la KGB es la muerte.
Anna, encubierta como modelo, es contratada para trabajar en París. Al mismo tiempo, completa varias misiones y asesinatos. Cuando la CIA la descubre, acepta trabajar para ellos como agente doble con el Agente Miller como su manejador, a cambio de la promesa de una jubilación inmediata y una vida protegida en Hawái. Más tarde, Miller le asigna la tarea de asesinar a Vassiliev, y la CIA espera que su ausencia conduzca a relaciones más suaves con la KGB. Anna mata a Vassiliev y lucha para salir de la KGB. Más tarde organiza una reunión con Alex y Miller, intercambiando información que robó de las dos agencias a cambio de un aplazamiento de seis meses. Cuando se va, Olga la embosca y le disparan fatalmente por su traición. Sin embargo, ella usa un doble decuerpo para fingir su muerte y escapar. 
Se revela que Olga había descubierto antes la asociación de Anna con la CIA y el asesinato planeado de Vassiliev. Ambas mujeres conspiraron para seguir el plan de la CIA para que Olga pudiera suceder a Vassiliev y luego fingieron la ejecución de Anna para engañar a ambas agencias y liberarla. Olga ve un mensaje grabado que Anna le dejó, quien expresa su gratitud a Olga, pero revela que mantuvo evidencia de la participación de Olga en el asesinato de Vassiliev en caso de que Olga la traicione.

## Reparto
- Sasha Luss como Anna Poliatova.[2]
- Helen Mirren[2] como Olga.
- Luke Evans[2] como Alexander "Alex" Tchenkov.
- Cillian Murphy[2] como Leonard Miller.
- Lera Abova como Maud.
- Alexander Petrov como Petyr.
- Nikita Pavlenko como Vlad.
- Anna Krippa como Nika.
- Aleksey Maslodudov como Jimmy.
- Eric Godon[2] como Vassiliev.
- Ivan Franěk como Mossan.
- Jean-Baptiste Puech como Samy.
- Andrew Howard como Oleg Filenkov.
- Nastya Sten como Blonde Anna.

## Producción
El 9 de octubre de 2017, se informó que la próxima película de Luc Besson sería Anna, protagonizada por la recién llegada Sasha Luss junto con Helen Mirren, Luke Evans y Cillian Murphy. EuropaCorp produciría la película mientras que Lionsgate manejaría la distribución bajo su sello Summit Entertainment.
La fotografía principal de la película comenzó a principios de noviembre de 2017.

## Estreno
La película se estrenó en Estados Unidos el 21 de junio de 2019 y en Francia el 10 de julio de 2019.

## Recepción
Anna recibió reseñas mixtas a negativas por parte de la crítica y mixtas a positivas de la audiencia. En el sitio web especializado Rotten Tomatoes, la película posee una aprobación de 33%, basada en 73 reseñas, con una calificación de 4.9/10 y un consenso crítico que dice: «Anna encuentra al escritor y director Luc Besson directamente en su timonera, pero los fanáticos de esta variedad de acción estilizada lo han visto todo hecho antes, y mejor», mientras que de parte de la audiencia tiene una aprobación de 75%, basada en 3346 votos, con una calificación de 3.9/5.
El sitio web Metacritic le dio a la película una puntuación de 40 de 100, basada en 14 reseñas, indicando "reseñas mixtas". En CinemaScore recibió una "B+" en una escala de A+ a F, mientras que en el sitio IMDb los usuarios le asignaron una calificación de 6.6/10, sobre la base de 82 914 votos. En la página web FilmAffinity la cinta tiene una calificación de 5.8/10, basada en 5155 votos.